# Charles Appleton
Pour les articles homonymes, voir Appleton.
Charles Appleton, né le 11 juillet 1846 à Rennes et mort le 20 janvier 1935 à Oullins, est un professeur de droit et membre de l'Académie de Lyon.

## Biographie

### Famille et éducation
Charles Appleton est le petit-fils de l’ancien consul des États-Unis à Calais, John Appleton. Son père, John James Appleton, est chargé d’affaires des États-Unis et sa mère, Augustine Houdon, est issue d'une famille de voiliers.
Il nait le 11 juillet 1846 à Rennes. Ses parents décèdent tous deux avant sa majorité. À 18 ans, il entame une licence de droit qu’il obtient en 1864 à Rennes. Une fois majeur il choisit la nationalité française.
Il épouse Joséphine Tondu de Quennefer, fille de l'avocat Alexandre Tondu de Quennefer. À la suite de son mariage, il rejoint sa belle-famille pour exercer en tant qu'avocat à Charolles. Ses deux premiers fils, Jean (1868) et Henri (1870) y naissent tous les deux. Sa première fille Charlotte nait en 1873 à Bernes. Ses trois derniers enfants naissent à Lyon : Marie (1877), Paul (1878) et Jeanne (1883).

### Carrière
Il soutient sa thèse à Dijon en 1871 où il devient professeur de droit civil pendant 3 ans. Il réussit le concours de l’agrégation en 1875, à la suite de quoi on lui propose un poste à la faculté de droit de Lyon.
Ses trois fils entament des études de droit et font carrière dans le juridique.
Charles Appleton participe à la création de la faculté de droit de Lyon où il est spécialisé en droit romain. Il enseigne également le droit des gens, le droit constitutionnel comparé, les garanties des libertés individuelles. Le 3 novembre 1892, jour de rentrée universitaire, il parle de la condition féminine dans le droit moderne.
Pendant la Première Guerre mondiale il continue de donner des conférences de façon bénévole et encadre des étudiants serbes réfugiés à Lyon.
Il meurt le 20 janvier 1935 à Oullins.

### Académie
Il est élu le 2 décembre 1913 à la section Lettres de l’Académie des sciences, belles-lettres et arts de Lyon.

## Publications
- De la possessions et des actions possessoires, Thèse, Dijon et Paris, 1871, VIII-488 p.
- Résumé du cours de droit romain, Paris, Lyon, 1884-1885, 2 vol. 189-292 p.
- Histoire de la propriété prétorienne, Paris, 1889, 2 vol, XXXIX-382 et 419 p. (repr. Scientia Verlag, 1914).
- Histoire de la compensation en droit romain, Paris, 1895, III-564 p.
- Le testament romain, la méthode du droit comparé et l’antiquité des XII Tables, Paris, 148 p.

## Distinctions et hommages
Charles Appleton a été nommé Chevalier de la légion d'honneur le 14 janvier 1914,.
La rue du Professeur Charles Appleton, dans le 7e arrondissement de Lyon est nommée en son hommage.